# روبرت لامارتين
روبرت لامارتين (بالفرنسية: Robert Lamartine)‏ هو لاعب كرة قدم فرنسي في مركز الوسط، ولد في 15 يونيو 1935 في Decize ‏ في فرنسا، وتوفي بنفس المكان في 16 يناير 1990. لعب مع ستاد ريمس وستاد رين ونادي أنجيه ونادي مونبلييه.

## وصلات خارجية
- روبرت لامارتين على موقع قاعدة بيانات كرة القدم.إي يو (الإنجليزية)
- روبرت لامارتين على موقع عالم كرة القدم.نت (الإنجليزية)